# L’Unità
L’Unità [luniˈta] ist eine italienische Tageszeitung. Sie wurde 1924 von Antonio Gramsci gegründet und war bis 1991 das offizielle Parteiorgan der Kommunistischen Partei Italiens (PCI). Seit den frühen 1990er Jahren nimmt sie mehr gemäßigtere und reformistischere Positionen ein und bewegte sich zunehmend in Richtung demokratisch-sozialistischer und sozialdemokratischer Positionen und steht der Partito Democratico nahe, deren Parteizeitung sie bis 2017 auch offiziell war.

## Geschichte
Die l'Unità wurde als Tageszeitung für Arbeiter und Bauern auf Vorschlag von Antonio Gramsci gegründet. Der erste Hauptsitz der Zeitung befand sich in Mailand.
Nach dem missglückten Attentat auf Benito Mussolini vom 31. Oktober 1926 wurde die Zeitung zusammen mit dem L’Avanti der Sozialistischen Partei Italiens verboten, erschien jedoch bis zur Befreiung Italiens 1945 im Untergrund.
Am 2. Januar 1945 erschien nach fast zwanzig Jahren wieder eine legale Ausgabe der l'Unita. Der Sitz der Zeitung wurde nach Rom verlegt.
1987 wurde nach 59 Jahren ihres Bestehens erstmals einen Börsenteil mit Aktien- und Devisenkursen in die Zeitung aufgenommen.
Am 11. November 1989, der ersten Ausgabe nach dem Fall der Berliner Mauer, betitelte die l'Unita diesen als den schönsten Tag Europas.
1991 änderte die Zeitung ihren Untertitel von „Organ der Kommunistischen Partei Italiens“ in „Von Antonio Gramsci gegründete Zeitung“. 
In den 1990er Jahren war die l'Unita vor allem auch ein Medium, in dem verschiedene Mitte-Links-Debatten abgebildet, begleitet und kommentiert wurden.
Am 28. Juli 2000 stellte L’Unità aus finanziellen Gründen ihr Erscheinen ein. 2001 folgte eine Neuauflage, bis es 2014 zu einer erneuten Einstellung kam. Der Wiederaufnahme der Herausgabe 2015 folgte 2017 eine erneute Einstellung. 2018 bis 2022 erschien L’Unità jeweils nur am 1. Mai als Sonderausgabe.
Seit 2023 erscheint L’Unità wieder täglich. Hinsichtlich der redaktionellen Ausrichtung erklärte der Chefredakteur Piero Sansonetti, dass es sich um eine „rechtsstaatliche, sozialistische, christliche und liberale jedoch nicht neoliberale“ Tageszeitung handeln wird.

## Format
Die l'Unita erscheint mit 12 Doppelseiten im Berliner Format. 

## Auflage
1974 betrug die Auflage von l'Unità 239.000 Exemplare pro Tag.
In den 1980er Jahren erreichte L’Unità eine tägliche Auflage von 239.000 Exemplaren.
1991 betrug die Auflage ca. 156.000 Exemplare pro Tag.
2005 erscheinen täglich 62.000 Exemplare.